# Shiva Ayyadurai
Shiva Ayyadurai, né le 2 décembre 1963, est un scientifique, inventeur et entrepreneur indien vivant aux États-Unis. Il est connu pour avoir mis au point en 1978, alors âgé de 14 ans, puis breveté un système de communication électronique appelé « EMAIL », dont la ressemblance avec le terme générique « e-mail » a nourri un débat concernant la place de cette invention dans l'histoire des technologies informatiques.
Candidat déclaré à l'élection présidentielle américaine de 2024, il se fait remarquer dans le contexte de la guerre à Gaza en affirmant que « tous les candidats présidentiels, sauf lui, sucent des bites sionistes ».

## Vie privée
Il se marie avec l'actrice américaine Fran Drescher en 2014,, mais le couple se sépare deux ans plus tard.